# 沈橋
沈橋（1496年—？），字宗周，號章山，浙江紹興府會稽縣人，民籍，明朝政治人物。

## 生平
嘉靖十六年（1537年）丁酉科順天府鄉試第五十六名舉人。嘉靖二十年（1541年）中式辛丑科會試第八十七名，登第二甲第四十二名進士。授刑部主事，升郎中，出为四川顺庆府知府，升雲南按察司副使，遷貴州布政司右参政，四十三年（1564年）八月升湖广按察使，十二月考察以老疾致仕。

## 家族
曾祖沈性，知府；祖父沈璞，教授；父沈蘢，母章氏。具庆下。弟桢、梓、根、柷。。從弟沈束，嘉靖二十三年進士。